# 奥田健二
奥田 健二（おくだ けんじ、1925年1月25日 - 2009年8月10日）は、日本の経営学者。

## 略歴
東京府北豊島郡板橋町（現：東京都板橋区）生まれ。伊集院家に生まれ母方の奥田家を継ぐ。麻布中学校から陸軍経理学校を卒業、1945年海軍主計少尉候補生として巡洋艦「酒匂」に乗艦、主計少尉として三重県鳥羽に駐屯。1948年日本基督教団で洗礼を受ける。1949年東京大学法学部卒、日本鋼管（現：JFEスチール、JFEエンジニアリング）に勤務。1962年イリノイ大学大学院労使関係研究科修士課程修了、1986年「人と経営 日本経営管理史研究」で上智大学経済学博士。日本鋼管教育部長を経て、1980年定年退任、1983年上智大学経済学部教授。1995年定年、東亜大学教授、1999年定年。能力開発工学センター評議員・監事を務めた。

## 著書
- 『職場を動かす労務管理 現場把握のための課題』（経営実務シリーズ）東洋経済新報社 1969
- 『労務管理の日本的展開 科学的管理の限界と打開策（職場の新・労務管理シリーズ）』日本生産性本部 1972
- 『新・管理者読本 組織の中でどう生きるか』ビジネス社 1977
- 『日本型経営を活かす 自律連帯の組織原理』日本生産性本部 1982
- 『人と経営 日本経営管理史研究』マネジメント社 1985
- 『日本型経営の未来 人と企業を生かす21世紀経営の創造』ティビーエス・ブリタニカ 1990
- 『ジャパニーズ・ワーク・ウエイの経営学 トヨタ・ウエイから親鸞まで』御茶の水書房 2011

### 共編著
- 『経営と労働者 企業における人間関係管理の実例』折井日向、岡村吉三郎共著 ダイヤモンド社 1958
- 『団塊世代の労務管理 新人事時代への戦略戦術をさぐる』共著 労務行政研究所 1986
- 『新時代の人材育成 21世紀を視野において』編 日本労働研究機構 1990
- 『日本科学的管理史資料集 第1集（雑誌篇）』全22巻 佐々木聡共編 五山堂書店 1995-98

## 論文
- CiNii>奥田健二